# Cobden (Illinois)
Cobden és una població dels Estats Units a l'estat d'Illinois. Segons el cens del 2000 tenia 1.116 habitants.

## Història
El llogaret va anomenar-se tal com manté avui en dia, en relació amb el polític britànic i defensor del lliure comerç Richard Cobden, que va visitar la ciutat el 1859. Cobden es va originar com una comunitat agrícola (Pass Sud), conegut per les seves pomes i préssecs. El ferrocarril central d'Illinois encara travessa del centre de la ciutat, però un cop va ser el punt focal de Cobden. Productors indústrials i innovadors de Cobden han desenvolupat caixes d'embalatge i tècniques que mantenen la fruita fresca i en bon estat en el seu viatge cap als mercats a l'est i al nord. La indústria de l'embalatge ha prosperat aquí durant dècades, i els horts locals encara prosperen. Cobden és seu d'un festival anual de tardor del préssec que encara es manté avui en dia. El Cobden d'avui és divers, amb els productors, les vinyes, els artistes, els músics, i els comerciants més importants conduint el nucli antic a un renaixement. Un nombre significatiu de ciutadans mexicans, que van venir aquí a treballar els horts, s'han convertit en una part integral del teixit social de la comunitat.

## Demografia
Segons el cens del 2000, Cobden tenia 1.116 habitants, 421 habitatges, i 276 famílies. La densitat de població era de 350,3 habitants/km².
Per edats la població es repartia de la següent manera: un 25,2% tenia menys de 18 anys, un 8% entre 18 i 24, un 23,8% entre 25 i 44, un 25,1% de 45 a 60 i un 17,9% 65 anys o més.
L'edat mediana era de 40 anys. Per cada 100 dones de 18 o més anys hi havia 83,1 homes.
La renda mediana per habitatge era de 26.364 $ i la renda mediana per família de 32.500 $. Els homes tenien una renda mediana de 25.938 $ mentre que les dones 19.423 $. La renda per capita de la població era de 13.978 $. Aproximadament el 13,7% de les famílies i el 22,1% de la població estaven per davall del llindar de pobresa.

## Poblacions properes
El següent diagrama mostra les poblacions més properes.